# ЗИС-12
ЗИС-12 — советский среднетоннажный грузовой автомобиль завода ЗИС, являвшийся удлинённой модификацией автомобиля ЗИС-5.

## История
Удлинённая модификация ЗИС-5 была разработана под руководством конструктора Е.И. Важинского, по заказу РККА для установки на ней различного вооружения и военного оборудования, в частности зенитной пушки 72-К, зенитной прожекторной станции З-15-4, звукоулавливающей установки ЗТ-2, и т. д.
Производство ЗИС-12 началось в 1934 году и продолжалось до осени 1941 года. Всего было выпущено 4223 автомобиля.
Экспортная модификация автомобиля называлась ЗИС-14.

## В культуре
- ЗИС-12, оборудованный двухорудийной 25-мм зенитной установкой 94-КМ, представлен в компьютерной ММО игре War Thunder, как ЗСУ II ранга[3].
- В компьютерной игре Steel Division 2[англ.] представлен как подвижное средство ПВО отдельных советских частей, в том числе  некоторых гвардейских кавалерийских корпусов.